# دورا إل. كوستا
دورا إل. كوستا (بالإنجليزية: Dora L. Costa)‏ هي اقتصادية أمريكية، ولدت في 1964.